# Burujón
Burujón es un municipio y localidad española de la provincia de Toledo, en la comunidad autónoma de Castilla-La Mancha. Cuenta con una población de 1332 habitantes (INE 2024).

## Toponimia
Existen dos teorías a cerca de la procedencia del término Burujón:
- Del germano burgus que con el despectivo castellano significaría pequeño grupo de viviendas.
- Del árabe burg que con el mismo despectivo significaría pequeño torreón.

## Geografía
El municipio se encuentra situado en un valle la comarca de Torrijos y linda con las poblaciones de Gerindote, Albarreal de Tajo, Polán, La Puebla de Montalbán y Escalonilla, todas de Toledo.

## Historia
En la zona conocida como Las Cuestas, se encontraron restos arqueológicos procedentes de la cultura del Vaso campaniforme, datados hacia el 2200 a. C. También existen pruebas del paso de la calzada romana que unía las ciudades de Mérida y Toledo.
De la ocupación musulmana quedan aún cuevas subterráneas en las que se han encontrado restos de su arquitectura.
Tras la toma de Toledo en 1085 por el rey Alfonso VI, Burujón pasa a depender directamente de esta ciudad.
En el siglo XVI se unió al levantamiento comunero, pasando a manos de Juan de Luna sofocada la revuelta.
Entre 1627 y 1629 se realiza la venta y deslinde de la Villa de Burujón y de todo su término. Más tarde, en 1655, la villa sería vendida a Magdalena de Guzmán, condesa de Villaverde. A principios del siglo XVIII, Burujón aparece vinculada a los marqueses de Monte Alegre.
A mediados del siglo XIX su única industria era un molino de aceite, produciendo trigo, cebada, garbanzos, guisantes, algarrobas y aceite de buena calidad.

## Demografía
Cuenta con una población de 1332 habitantes (INE 2024).

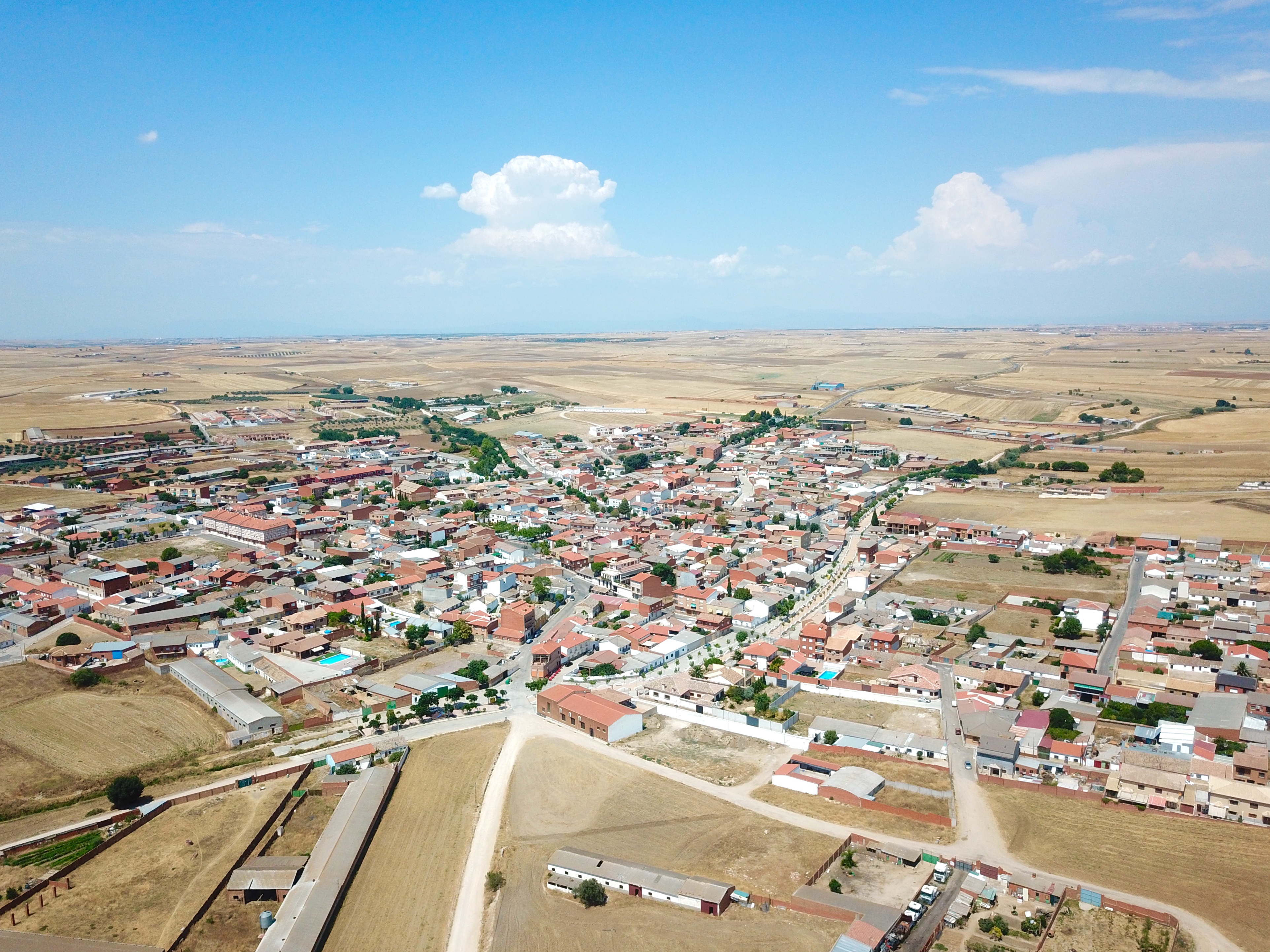
Fotografía aérea del núcleo urbano en 2018

| Gráfica de evolución demográfica de Burujón entre 1842 y 2021                                                         |
| |
| Población de derecho según los censos de población del INE. Población de hecho según los censos de población del INE. |

## Administración
| Periodo   | Nombre                       | Partido |
| --------- | ---------------------------- | ------- |
| 1979-1983 | Luciano Soto García          | UCD     |
| 1983-1987 | Antonio Rodríguez Carrasco   | AP      |
| 1987-1991 | Antonio Rodríguez Carrasco   | PP      |
| 1991-1995 | Antonio Rodríguez Carrasco   | PP      |
| 1995-1999 | Antonio Rodríguez Carrasco   | PP      |
| 1999-2003 | Antonio Rodríguez Carrasco   | PP      |
| 2003-2007 | Raúl de la Cruz de la Encina | PSOE    |
| 2007-2011 | Raúl de la Cruz de la Encina | PSOE    |
| 2011-2015 | Juan José de Torres          | PSOE    |
| 2015-2019 | Juan José de Torres          | PSOE    |
| 2019-2023 | Juan José de Torres          | PSOE    |
| 2023-act. | Juan José de Torres          | PSOE    |

El gobierno municipal se articula a través de un ayuntamiento formado por nueve concejales. Tras las elecciones locales de 2023, la corporación quedó compuesto por cinco concejales del PSOE y por cuatro del PP.

## Patrimonio

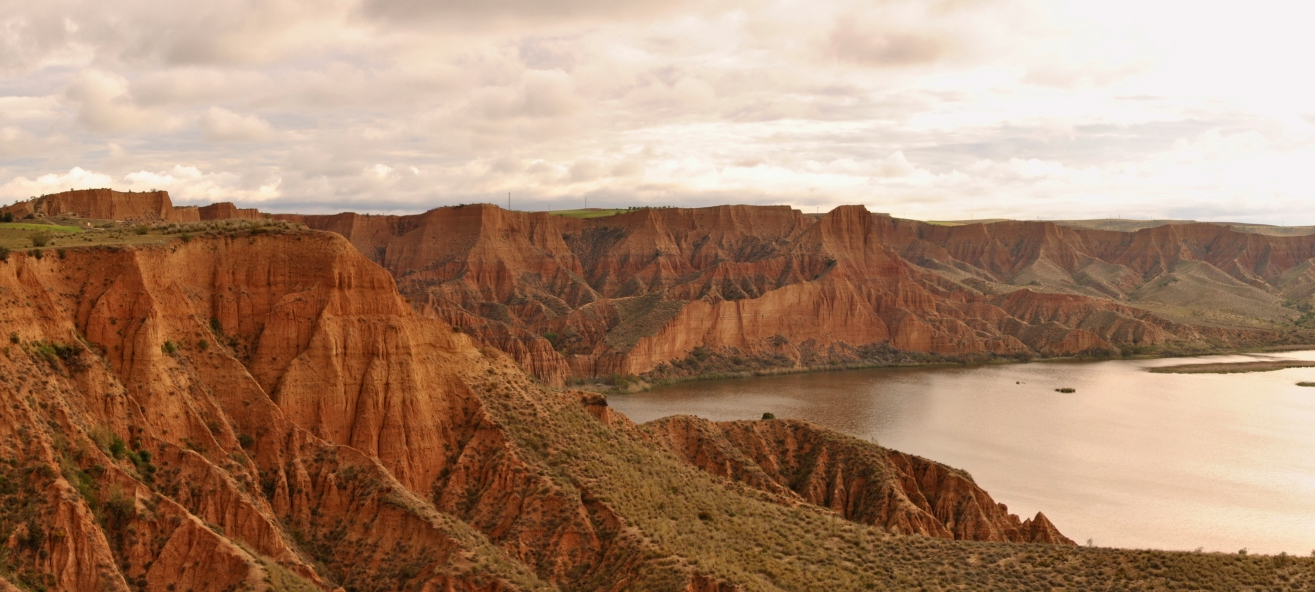
Barrancas de Burujón

A destacar la ermita de San Pantaleón de estilo mudéjar, construida a finales del siglo XVII, el palacio de los Condes de Cifuentes y la iglesia parroquial de San Pedro Apóstol de estilo vanguardista (construida en 1961).
También destacan las Barrancas de Calaña y Castrejón (zona de la localidad de Burujón), un entramado de cárcavas arcillosas que caen sobre las aguas del Tajo, en el embalse de Castrejón, declarado Monumento Natural.
De igual forma, uno de los lugares más emblemáticos de Burujón es el edificio del Ayuntamiento, que se inauguró el 26 de diciembre de 1920, siendo Alcalde Braulio Rodríguez Torres. Este edificio cuenta con un reloj de repetición y de dos esferas que data del siglo XIX.
Otros lugares de especial interés son el árbol Colores situado en las afueras de la localidad, así como El Pilar, un antiguo abrevadero que está ubicado en la calle Toledo, y la fuente del caño que fue construida en 1932, siendo Alcalde Pablo Rivera.

## Fiestas
- 17 de enero, San Antón (bendición de animales): en estos días son tradicionales las hogueras o luminarias, y son típicos los panecillos de San Antón.
- 2 de febrero, Virgen de la Candelaria: en este día se presenta a los niños nacidos el año anterior, a los cuales se les impone el escapulario.
- 3 de febrero, o el domingo posterior: romería a las Barrancas en honor de san Blas.
- Semana Santa: Domingo de Resurrección. Se celebra la Tradicional Procesión del Encuentro y Quema del Judas, posteriormente las autoridades invitan a un chocolate a todos los vecinos. También es costumbre jugar a la calva en este día.
- Finales de abril y comienzos de mayo: Semana Cultural de la localidad.
- 27 de julio: fiestas patronales en honor de san Pantaléon.
- En la parroquia existen cinco Hermandades: Hermandad de San Pantaleón, Hermandad de la Virgen de los Dolores, Hermandad de los Sagrados Corazones, Hermandad de San José y Hermandad de San Isidro.

## Cultura y deportes
Burujón cuenta con un equipo de fútbol denominado Club de Fútbol Básico Burujón que se fundó en 2010 y que milita actualmente en la 2.ª División Autonómica de Castilla - La Mancha.
En Burujón también existe gran afición por el baloncesto, el equipo de la localidad Burujón Noi´s está presente en la Liga de 2.º División Autonómica.
Desde 2017 Burujón tiene, además, un equipo de fútbol sala con el nombre de Escuela de Fútbol Sala Burujón que compite en la liga de la Asociación Deportiva de Castilla-La Mancha.
Entre los mejores deportistas de la localidad destacan el exjugador del Real Madrid de baloncesto Paco Velasco y la exatleta Julia Lobato, que cuenta con un prestigioso palmarés en la especialidad de salto de altura que a continuación detallamos: